# Катастрофа Let L-410 під Бєлгородом
Авіакатастрофа поблизу Бєлгорода 18 січня 1979 року — авіакатастрофа, яка відбулася з літаком L-410, що виконував навчально-тренувальний політ.

## Літак
Літак Л-410М (реєстраційний номер СССР-67210, заводський 760513, серійний 05-13) був випущений заводом LET у вересні 1979 року. У березні 1977 року літак передано МЦА СРСР, яке направило його до Бєлгородського ОАЗ УЦА Центральних районів. На день катастрофи здійснив не менше 485 циклів «зліт-посадка» і налітав 252 години.

## Політ
Маршрут польоту передбачав зліт і посадку з аеропорту Бєлгород. Екіпаж виконував політ по колу на висоті 1 200 м над верхньою кромкою хмар. Літак увійшов в хмарність з одним зафлюгованим двигуном (екіпаж імітував його відмову). Екіпаж втратив просторову орієнтацію та почав виводити літак з крену, переплутавши його сторону. В результаті крен перевищив 60°. Літак втратив управління та розбився недалеко від аеропорту.

## Розслідування
Як з'ясувалося екіпаж перенавчався з Ан-2. Інструктор мав невеликий наліт на L-410 та також раніше літав на Ан-2. Всі вони мали, переважно, досвід тільки візуальних польотів. Крім того авіагоризонт L-410 дуже сильно відрізнявся від звичного їм авіагоризонту Ан-2, а при великому крені переставав давати правильні показання.